# Javier de la Torre
Javier de la Torre Jiménez (* 19. Dezember 1923 in Aguascalientes im gleichnamigen Bundesstaat; † 26. November 2006 in Guadalajara, Jalisco) war ein mexikanischer Fußballspieler und Trainer, der als Trainer zwischen 1961 und 1970 fünf Meistertitel mit Chivas Guadalajara gewann und damit entscheidenden Anteil am Erfolg und Ruhm jener Mannschaft hatte, die als „Campeonísimo“ in die Annalen der mexikanischen Fußballgeschichte eingehen sollte. Bekannt war er auch unter seinem Spitznamen „Chamaco“ (der Junge). 

## Karriere
De la Torre stieß bereits im Alter von acht Jahren zum Club Deportivo Guadalajara, in dessen Kinder- und Jugendmannschaften er zu einem Stammspieler der ersten Mannschaft heranreifte. Sein Debüt gab er am 5. Dezember 1943 im ersten Jahr des Bestehens der mexikanischen Profiliga (1943/44) in einem Clásico Tapatío, dem traditionellen Stadtderby von Guadalajara, das seine Chivistas gegen die Atlistas mit 7:3 gewannen, wobei ihm das siebte und letzte Tor seiner Mannschaft gelang. 
„Chamaco“ spielte während seiner ganzen Karriere als aktiver Fußballer ausschließlich bei Chivas Guadalajara. Aufgrund seines großen Talentes und seiner immensen Schnelligkeit erfüllte er seine Stammposition im rechten Mittelfeld so gut, dass er von vielen als der beste rechte Mittelläufer in der Geschichte des mexikanischen Fußballs angesehen wird.
Zu Beginn der Saison 1955/56 beendete er seine aktive Fußballerkarriere, war jedoch bereits wenige Wochen später erneut für seinen langjährigen Stammverein Chivas Guadalajara tätig, als er zum Interimstrainer verpflichtet wurde, nachdem sein Vorgänger José M. Casullo den Verein verlassen hatte. Mit dem Übergang des Präsidentenamtes an Evaristo Cárdenas wurde De la Torre jedoch bereits zehn Spieltage später durch den Uruguayer Donaldo Ross ersetzt, der 1956/57 den ersten Meistertitel in der Geschichte des Club Deportivo Guadalajara gewinnen sollte. 
Obwohl Chivas Guadalajara 1960 gerade zum dritten Mal innerhalb von nur vier Jahren Meister geworden war, holte das mit dem derzeitigen ungarischen Trainer Árpád Fekete unzufriedene Präsidium De la Torre auf den Trainerposten zurück. Eine Entscheidung, die die Vereinsoberen nie bereuen sollten. Denn unter dem mit dem Verein bestens vertrauten De la Torre entfaltete die Meistermannschaft ihre volle Blüte und gewann weitere fünf Meistertitel hinzu. Der „Campeonísimo“ war geboren. 
Doch ein Trainer hat nicht nur gute Zeiten. Das musste auch De la Torre schmerzlich erfahren. Unmittelbar nach dem Titelgewinn des Jahres 1970 wurde er als Co-Trainer der mexikanischen Nationalmannschaft verpflichtet, um eine möglichst erfolgreiche WM im eigenen Land zu spielen. Zwar konnten die Mexikaner dort erstmals überhaupt die Gruppenphase bei einer WM überstehen, wo sie dann im Viertelfinale gegen Italien den Kürzeren zogen. Doch der eigentliche Eklat kam nach der WM 1970, als der bisherige Cheftrainer Raúl Cárdenas sein Amt niederlegte und De la Torre die Trainingsleitung übernahm. Denn selbstverständlich sollte „Chamaco“ die Mannschaft zur WM 1974 nach Deutschland führen. Was allerdings gründlich misslang. In der in der haitianischen Hauptstadt Port-au-Prince ausgetragenen Final-Gruppe hinterließ die mexikanische Auswahl einen teilweise desolaten Eindruck, kam gegen Guatemala (0:0) und Honduras (1:1) jeweils nicht über ein Unentschieden hinaus und unterlag Trinidad mit 0:4, so dass schließlich auch ein 1:0-Sieg am letzten Spieltag gegen Haiti nichts mehr nutzte. Mexiko war ausgeschieden und Haiti durfte – zum ersten und bisher einzigen Mal – zu einer WM-Endrunde reisen. Überflüssig zu erwähnen, dass De la Torre seinen Job als Nationaltrainer danach schneller los war als das Flugzeug brauchte, um auf heimischem Boden zu landen. 
Javier de la Torre starb nach langer und schwerer Krankheit im Alter von 82 Jahren in seiner Wahlheimatstadt Guadalajara.

## Erfolge
- Mexikanischer Meister (5): 1961, 1962, 1964, 1965, 1970
- Mexikanischer Supercup (4): 1961, 1964, 1965, 1970
- Pokalsieger (2): 1963, 1970
- CONCACAF-Champions’-Cup-Sieger (1): 1962

| Personendaten    | Personendaten                                        |
| ---------------- | ---------------------------------------------------- |
| NAME             | Torre, Javier de la                                  |
| ALTERNATIVNAMEN  | Javier de la Torre Jiménez                           |
| KURZBESCHREIBUNG | mexikanischer Fußballspieler                         |
| GEBURTSDATUM     | 19. Dezember 1923                                    |
| GEBURTSORT       | Aguascalientes (Stadt), Aguascalientes (Bundesstaat) |
| STERBEDATUM      | 26. November 2006                                    |
| STERBEORT        | Guadalajara (Mexiko), Jalisco                        |